# Сан Ђорђо а Лири
Сан Ђорђо а Лири (итал. San Giorgio a Liri) је насеље у Италији у округу Фрозиноне, региону Лацио.
Према процени из 2011. у насељу је живело 2069 становника. Насеље се налази на надморској висини од 41 м.

## Становништво
Према резултатима пописа становништва 2011. у општини је живело 3.166 становника.
| 1931. | 1936. | 1951. | 1961. | 1971. | 1981. | 1991. | 2001. | 2011. |
| ----- | ----- | ----- | ----- | ----- | ----- | ----- | ----- | ----- |
| 2.511 | 2.704 | 2.780 | 2.579 | 2.471 | 2.888 | 3.092 | 3.067 | 3.166 |